# Elkhorn City
Elkhorn City és una població dels Estats Units a l'estat de Kentucky. Segons el cens del 2000 tenia 1.060 habitants.

## Demografia
Segons el cens del 2000, Elkhorn City tenia 1.060 habitants, 437 habitatges, i 295 famílies. La densitat de població era de 202,6 habitants/km².
Dels 437 habitatges en un 26,1% hi vivien nens de menys de 18 anys, en un 49,2% hi vivien parelles casades, en un 15,3% dones solteres, i en un 32,3% no eren unitats familiars. En el 31,4% dels habitatges hi vivien persones soles el 16% de les quals corresponia a persones de 65 anys o més que vivien soles. El nombre mitjà de persones vivint en cada habitatge era de 2,22 i el nombre mitjà de persones que vivien en cada família era de 2,75.
Per edats la població es repartia de la següent manera: un 18,6% tenia menys de 18 anys, un 7,8% entre 18 i 24, un 24,2% entre 25 i 44, un 24,6% de 45 a 60 i un 24,8% 65 anys o més.
L'edat mediana era de 45 anys. Per cada 100 dones de 18 o més anys hi havia 77,9 homes.
La renda mediana per habitatge era de 22.963 $ i la renda mediana per família de 27.237 $. Els homes tenien una renda mediana de 30.139 $ mentre que les dones 18.750 $. La renda per capita de la població era de 14.323 $. Entorn del 18% de les famílies i el 19,7% de la població estaven per davall del llindar de pobresa.

## Poblacions més properes
El següent diagrama mostra les poblacions més properes.